# Acer curranii
Acer curranii é uma espécie de árvore do gênero Acer, pertencente à família Aceraceae.